# Yorkdale Shopping Centre

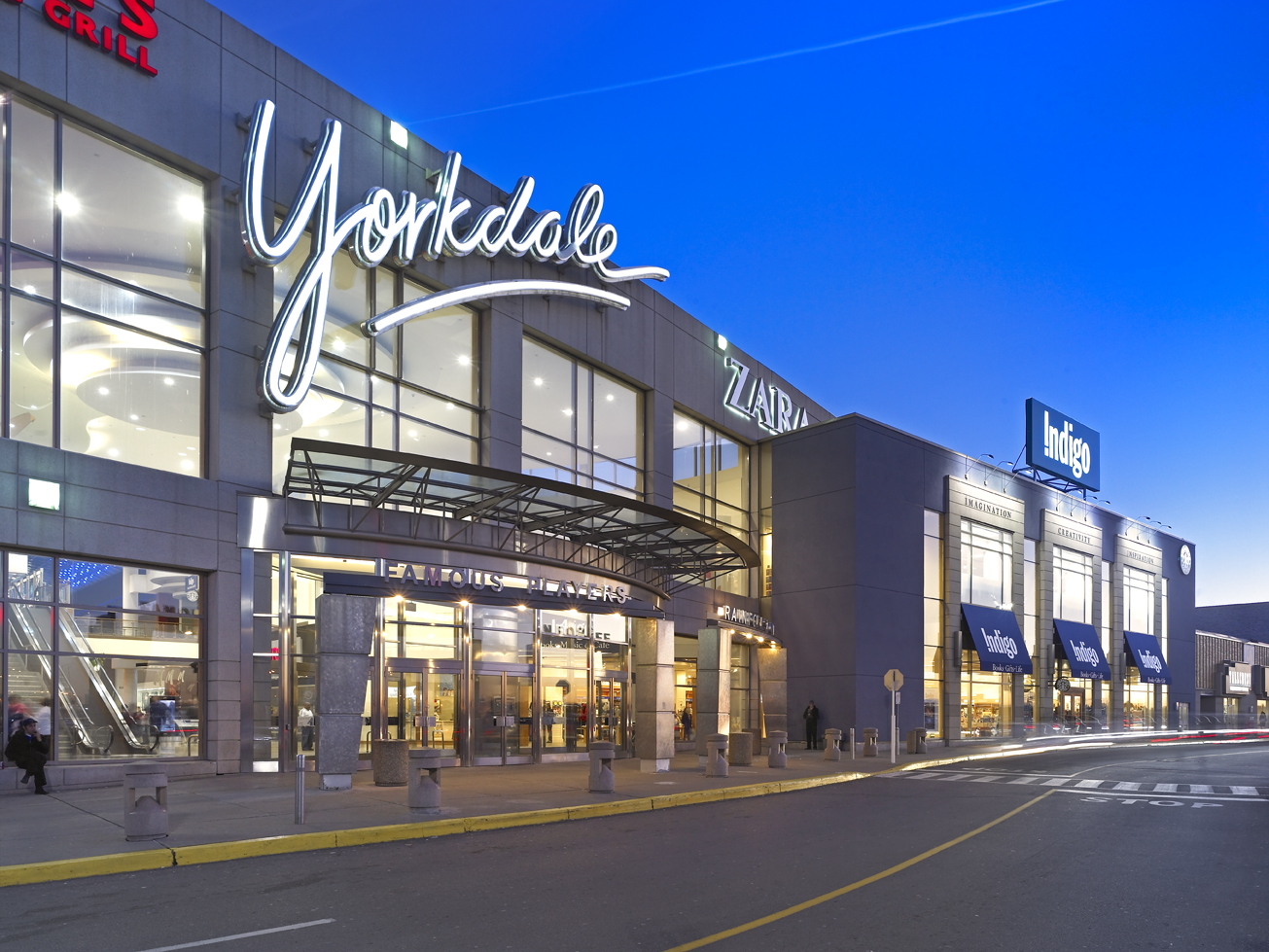
Foto da fachada do Yorkdale Shopping Center

O Yorkdale Shopping Center é um shopping center localizado em Toronto, Ontário, Canadá, na antiga cidade de North York. Quando fora inaugurada, em 1964, era o maior shopping center fechado do mundo, tendo mantido este recorde por diversos anos. Desde sua inauguração, o Yorkdale Shopping Centre foi expandido diversas vezes, sendo atualmente o terceiro maior shopping center na Região Metropolitana de Toronto e na província de Ontário, com suas 260 lojas e estabelecimentos comerciais, atrás do Square One Shopping Centre e do Toronto Eaton Centre. É servida pela Allen Road, pela Highway 401 e pela estação Yorkdale da linha University-Spadina do metrô de Toronto.